# Apostichopus multidentis
Apostichopus multidentis is een zeekomkommer uit de familie Stichopodidae.
De wetenschappelijke naam van de soort werd in 1991 gepubliceerd door Imaoka.